# NGC 953
NGC 953 je galaksija u zviježđu Trokut.

## Vanjske poveznice
- SEDS: NGC 953